# Leonor de Médici
Leonor de Médici (em italiano: Maria Eleonora de' Medici; Florença, 28 de fevereiro de 1567 – Cavriana, 9 de setembro de 1611) foi uma nobre italiana, a primogênita do grão-duque Francisco I da Toscana e da arquiduquesa austríaca Joana de Habsburgo, filha do imperador Fernando I e de Ana da Boêmia e Hungria.

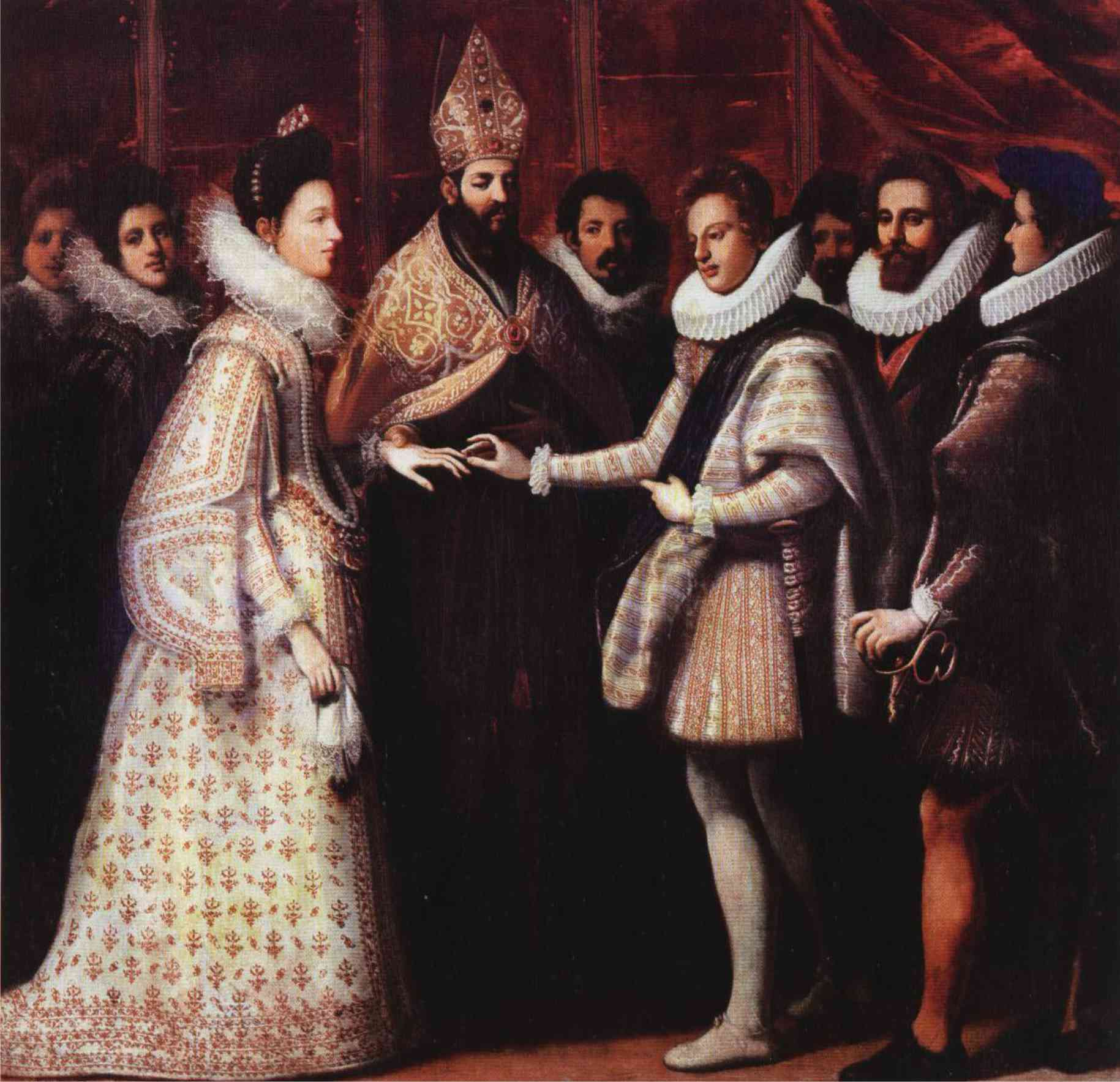
Casamento de Leonor e Vicente.

## Biografia
Casou em 29 de abril de 1584 com o duque Vicente I Gonzaga de Mântua e Monferrato. Desta união nasceram seis filhos:
- Francisco IV Gonzaga, que sucedeu ao pai como duque de Mântua (1586 - 1612)
- Fernando I Gonzaga, que sucedeu a seu irmão Francisco como duque de Mântua (1587 - 1626),
- Guilherme Domingo Gonzaga (4 de agosto de 1589 – 13 de maio de 1591);
- Margarida Gonzaga (2 de outubro de 1591 – 7 de fevereiro de 1632)
- Vicente II Gonzaga, que sucedeu a seu irmão Fernando como duque de Mântua
- Leonor Gonzaga, que casou com o imperador Fernando II de Habsburgo